# PPARGC1B
El coactivador del receptor gamma 1-beta activado por el proliferador de peroxisomas es una proteína que en humanos está codificada por el gen PPARGC1B.